# Konya Atatürkstadion
Het Konya Atatürk Stadion (Turks: Konya Atatürk Stadı) was de thuisbasis van de Turkse voetbalclub Konyaspor. Zoals vele (voetbal)stadions in Turkije, is ook dit stadion vernoemd naar de grondlegger van het moderne Turkije: Mustafa Kemal Atatürk. Het stadion is in 1950 geopend voor gebruik en heeft een capaciteit van 22.459 zitplaatsen. Samen met het voetbalstadion van Balıkesirspor, is het Konya Atatürk Stadion een van de twee stadions in Turkije met een fietsparcours. Het stadion wordt niet meer gebruikt door Konyaspor na de opening van de Konya Büyükşehir Torku Arena.